# 蒂松
蒂松（法語：Tusson，法語發音：[tysɔ̃]）是法国夏朗德省的一个市镇，属于孔福朗区。

## 地理
蒂松（45°56'3"N, 0°4'6"E）面积13.97 平方千米，位于法国新阿基坦大区夏朗德省，该省份为法国西部内陆省份，北起德塞夫勒省和维埃纳省，东临上维埃纳省，东南至多尔多涅省，南至多爾多涅省，西接滨海夏朗德省。
与蒂松接壤的市镇（或旧市镇、城区）包括：贝塞、沙尔梅、埃布雷翁、富克尔、利涅、苏维涅、艾格尔。

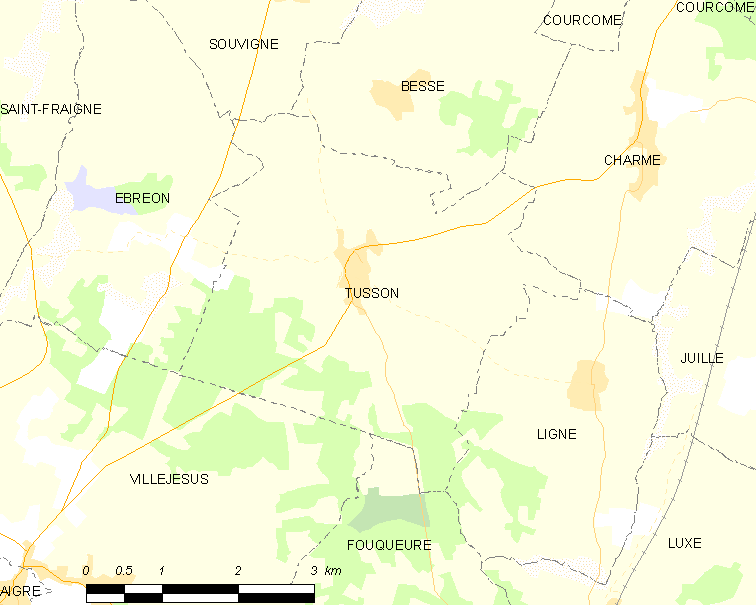
蒂松的OSM定位图

蒂松的时区为UTC+01:00、UTC+02:00（夏令时）。

## 行政
蒂松的邮政编码为16140，INSEE市镇编码为16390。

## 政治
蒂松所属的省级选区为夏朗德北县。

## 人口

1962-2008年间蒂松人口变化图示

蒂松于2022年1月1日时的人口数量为240人。